# Gonzalo Armero
Gonzalo Armero Alcántara (Madrid, 30 de septiembre de 1947 - 25 de septiembre de 2006) fue un editor y diseñador gráfico español.
Se licenció en Literaturas Hispánicas y Lingüística por la Universidad Complutense de Madrid.

## Trece de Nieve
Dirigió, junto a Mario Hernández, el sello editorial Trece de nieve, bajo el que se publicaron, entre 1971 y 1974, siete números de la revista Trece de Nieve, revista de Poseía, una serie de libros y otra de cuadernos, todos con la poesía como denominador común.

## Revista Poesía
Desde 1977 hasta 2006 dirigió Poesía, Revista Ilustrada de Información Poética editada por el Ministerio de Cultura, de la que salieron 45 números, de la que destacan volúmenes monográficos dedicados a Fernando Pessoa (en colaboración con José Antonio Llardent), Juan Ramón Jiménez, Juan Larrea (1895-1980), Vicente Huidobro, Rubén Darío, la Residencia de Estudiantes, Manuel de Falla, el Guernica de Picasso, José Martí, José de Almada Negreiros, Federico García Lorca, Arthur Rimbaud o Don Quijote. En 2004 la Biblioteca Nacional de España organizó una exposición para celebrar los 25 años de esta publicación.

## Diseño gráfico
Realizó el diseño o la edición de muy variadas y numerosas publicaciones: catálogos de exposiciones para el Ministerio de Cultura, el Ministerio de Fomento, el Museo Español de Arte Contemporáneo, el Museo Nacional Centro de Arte Reina Sofía o el Instituto Valenciano de Arte Moderno, entre otros. Así mismo es autor de numerosas colecciones de libros, entre las que destacan la de la Huerta de San Vicente, la de la Biblioteca de Literatura Universal (BLU) o la Colección Obra Fundamental de la Fundación Banco Santander.

## Comisariado de exposiciones
Fue comisario de numerosas exposiciones, entre las que destacan Alberto Jiménez Fraud y la Residencia de Estudiantes, Ministerio de Cultura, Real Jardín Botánico, Madrid, 1985; Diego Lara, La Caixa, Madrid, 1990; Manuel de Falla, musicien, Instituto Cervantes, París, 1993; Área de pintura y escultura de la exposición Nueva Forma revista, Centro Cultural de la Villa, 1996; Gregorio Prieto y sus amigos poetas, Biblioteca Nacional, Madrid, 1997; Federico García Lorca, imágenes y palabras, exposición itinerante patrocinada por la Fundación Federico García Lorca y la Agencia de Cooperación Iberoamericana, 1998; Eugenio Granell, Huerta de San Vicente, Granada, 1999; Antonio Palacios, constructor de Madrid, Círculo de Bellas Artes, Madrid, 2000, o Cuatrocientos años de Don Quijote por el mundo, Museo de la Pasión, Valladolid, 2005.

## Escritos
Gonzalo Armero, Del nombre de las cosas, Carboneras de Guadazaón, El toro de barro, 1970.
Gaspar Lerraté (seudónimo), Sobre Campoamor, Mojácar, Jardín del Aburrimiento, 1992.
Gonzalo Armero, Escritos sobre arte, Mojácar, Jardín del Aburrimiento, 2006.
Poesía, 45 veces. Don Quijote, 400 años, conferencia de Gonzalo Armero, pronunciada el día 30 de noviembre de 2005 en la Fundación del Colegio de Arquitectos de Madrid en el ciclo La ciudad, las ciudades,en línea.